# Hernyák Gábor
Hernyák Gábor (Hajdúnánás, 1928. december 14. – Győr, 2013. augusztus 25.) geológus, az egykori rudabányai vasércbánya főgeológusa, Rudi, az előember megtalálója.

## Életpályája
Mezőgazdasággal foglalkozó családban született, s ennek köszönhetően a második világháború előtt kertészinasnak tanult Felsőzsolcán. A háború alatt lakatostanuló lett Diósgyőrött, a háború után pedig Debrecenben és Budapesten folytatta ez irányú tanulmányait, majd Sopronban tett szakérettségit. Kitűnő eredményei nyomán kapott ajánlás révén az Eötvös Loránd Tudományegyetem geológus szakán tanult tovább, ahol 1955-ben szerezte meg a diplomát. Ezt követően a rudabányai vasércbánya főgeológusa lett, ahol jól felszerelt labort és gépparkot hozott létre. Jelentős szerepet játszott abban, hogy a magyarországi réz-, ólom- és cinkércek kitermelése meginduljon, valamint Rudabányán rézflotáló üzem létesüljön. A vasércbánya 1986-os hivatalos bezárása idején már a Mongóliában található, mongol-magyar tulajdonú Cagan Dava-i volframércbánya kutatásvezetőjeként is dolgozott. Nyugdíjba vonulása után Rudabányán élt.
A településen 1955-ben részt vett az ország első bányászattörténeti gyűjteményének létrehozásában, ami jelenleg a Borsod-Abaúj-Zemplén Megyei Bányászattörténeti Múzeum nevet viseli.
1965-ben a bánya területén, a késő miocén korú rétegekben találta meg az első főemlősmaradványt, Rudit, amelyet 1967-ben Kretzoi Miklós új fajként Rudapithecus hungaricus néven írt le. A területen 1971-től indult meg a rendszeres ásatás, s számtalan új lelet került elő, melyet külföldi folyóiratokban is publikáltak, így az évek során nemzetközi hírnevűvé vált a Rudabányai Őshominoidea Lelőhely. Hernyák Gábor több alkalommal is talált fontos leletet, például 1999-ben Gabit, az eddigi legteljesebb Rudapithecus-koponyát. Az ő nevét viseli egy Rudabányán talált másik kihalt főemlős, az Anapithecus hernyaki.
Rudabányai lányt vett feleségül, s ott alapított családot is. Sírja a rudabányai Telepi temetőben található, ott nyugszik feleségével együtt.

## Díjai, kitüntetései
- Pro Geologia Applicata Emlékérem (2000)[4]
- Rudabánya Díszpolgára (2002)[5]
- Geofil Díj (2010)[2]

## Főbb publikációi
- Krémpát és hematit a rudabányai szeizi képződményekben. Földtani Kutatás 10/1, 1–6. o. (1967)
- A Rudabányai-hegység szerkezeti elemzése az elmúlt 20 év kutatásai alapján. Földtani Közlöny 107./3–4. 368–374. o. (1977)
- Gipsz-anhidrit előfordulása a Rudabányai-hegységben. Földtani Kutatás 27/4, 21–23. o. (1984)
- A rudabányai érckutatás utolsó 40 esztendeje. In: Szakáll Sándor és Morvai Gusztáv (szerk.): Érckutatások Magyarországon a 20. században. 235–245. o. (2002)[6]
- Geological background. (Kordos Lászlóval) In: Bernor, R. L. – Kordos, L. – Rook, L. (eds): Recent Advances on Multidisciplinary Research at Rudabánya, Late Miocene (MN 9), Hungary: a conpedium. — Palaeontographica Italica 89, 5–7. o. (2003)